# Gustáv Husák
Gustáv Husák (IPA: [ˈɡustaːʊ̯ ˈɦusaːk]) (Dúbravka, 10 gennaio 1913 – Bratislava, 18 novembre 1991) è stato un politico cecoslovacco.
Presidente della Cecoslovacchia e leader comunista della nazione e del Partito Comunista di Cecoslovacchia per un lungo periodo negli anni settanta ed ottanta. Il periodo del suo governo, successivo alla Primavera di Praga, è noto con il nome di normalizzazione.

## Biografia

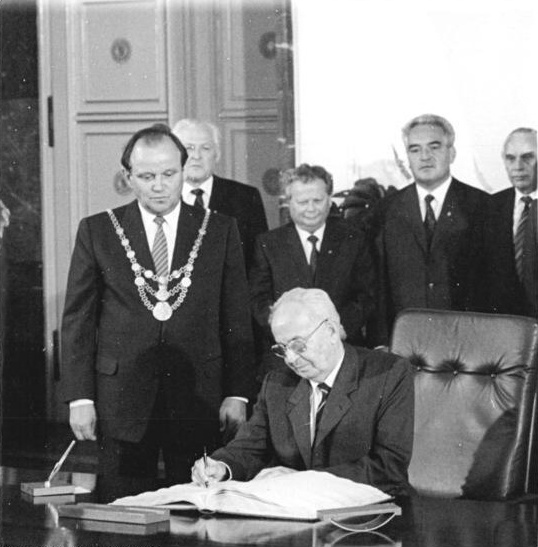
Husák firma il libro d'oro degli ospiti nel municipio di Berlino (allora di Berlino Est) (29 maggio 1987)

Gustáv Husák nacque nell'allora Impero austro-ungarico in una famiglia molto povera (il padre infatti era disoccupato); entrò a far parte dell'Unione della Gioventù Comunista all'età di sedici anni, durante gli studi presso la scuola di grammatica a Bratislava. Nel 1933, l'anno in cui si iscrisse nella facoltà di giurisprudenza dell'Università Comenio di Bratislava, divenne membro del Partito Comunista della Cecoslovacchia (KSČ), che fu vietato dal 1938 al 1945.
Durante la seconda guerra mondiale fu imprigionato dal governo clericofascista di Jozef Tiso per attività sovversiva. Fu uno dei protagonisti dell'Insurrezione nazionale slovacca contro i nazisti ed a partire dal 5 settembre 1944 divenne membro del Presidium del Consiglio nazionale slovacco.
Nel dopoguerra iniziò la carriera come funzionario del governo in Slovacchia e del partito in Cecoslovacchia. Dal 1946 al 1950 ricoprì nell'esecutivo slovacco un ruolo paragonabile a quello di primo ministro, e in questa veste ha fortemente contribuito alla liquidazione del Partito Democratico di Slovacchia, che alle elezioni del 1946 aveva ottenuto il 62% dei voti impedendo temporaneamente ai comunisti di prendere il potere, ed all'instaurazione di un regime comunista in seguito al colpo di Stato cecoslovacco del 1948.
Nell'aprile 1950, durante il IX congresso del ramo slovacco del Partito, fu accusato assieme ai cosiddetti posvalci (ossia quei dirigenti comunisti che avevano partecipato all'insurrezione nazionale slovacca del 1944, tra cui il dirigente e poeta Ladislav Novomeský) di "nazionalismo borghese" e incarcerato senza processo: solo dopo quattro anni fu processato per venire condannato all'ergastolo. Anche nel carcere di Leopoldov, dove rimase rinchiuso dal 1954 al 1960, non abbandonò la sua fede nel comunismo e continuò a scrivere ai vertici del partito definendo la sua condanna "un malinteso". A chi gli chiedeva di graziarlo, Antonín Novotný rispondeva "Voi non sapete cos'è capace di fare se prendesse il potere", anche se, in realtà, egli era mosso da un forte sentimento anti-slovacco.
Con la destalinizzazione, Husák venne scarcerato nel 1960 e poi riabilitato nel 1963, anno in cui poté tornare a far parte della KSČ. Nel 1967 fu uno degli artefici della contestazione dentro il partito verso l'odiato Antonín Novotný ed in particolare fu tra quanti spinse per un riequilibrio dei poteri nel KSČ a favore della componente slovacca. Dopo che nel gennaio 1968 Alexander Dubček, segretario dell'organizzazione di partito slovacca, sostituì Novotný al vertice del partito, a fine marzo questi perse pure la presidenza della Repubblica, aprendo la strada a un rinnovamento del personale politico delle istituzioni statali: nel frattempo presidente della Repubblica divenne l'ex generale Ludvík Svoboda, Oldřich Černík assurse a presidente del Consiglio dei ministri, ed ebbe come vice-premier l'economista Ota Šik e appunto Gustáv Husák.
Presto però emersero rilevanti differenze tra gli animatori della Primavera di Praga, in particolare tra i fautori del "nuovo corso" (il segretario generale Alexander Dubček, il presidente del parlamento Josef Smrkovský, Oldřich Černík, ecc.) e quanti invece erano su posizioni assai più conservatrici (Alois Indra, Drahomír Kolder, il segretario del partito slovacco Vasil Biľak, ecc.). Husák divenne sin dall'inizio assai più cauto e guidò all'interno del partito slovacco la componente che chiedeva di privilegiare il federalismo al processo di democratizzazione, tanto che in luglio il Politburo del PCUS lo reputava già una valida alternativa a Dubček per ripristinare l'ordine nel Paese. Tuttavia, non riuscendo a contattarlo, la scelta di Brežnev cadde allora su Biľak, che in agosto avrebbe richiesto segretamente a Mosca l'intervento armato sovietico.
Successivamente, dopo l'invasione della Cecoslovacchia da parte delle truppe del Patto di Varsavia, data l'impopolarità della fazione conservatrice guidata da Biľak, Husák tornò ad essere il leader di riferimento dei sovietici nel tentativo di riportare sotto controllo la situazione nel paese. Pertanto già nell'agosto del 1968 divenne primo segretario (in seguito, dal 1971, segretario generale) del Partito Comunista della Slovacchia (succedendo a Dubček) mentre nell'aprile del 1969 cumulò questa carica con quella di segretario della KSČ. Nel 1975 Husák venne eletto presidente della Cecoslovacchia: durante i suoi quindici anni di leadership la Cecoslovacchia fu una delle più fedeli alleate dell'URSS e lui stesso ricevette nel 1983 il titolo di Eroe dell'Unione Sovietica.
Negli anni immediatamente successivi all'invasione, egli riuscì a placare gli animi della popolazione civile contribuendo al miglioramento del loro tenore di vita. Meno repressivo rispetto ai suoi predecessori ed a molti altri capi di Stato dei Paesi dell'Europa dell'est, Husák non si può tuttavia definire un liberale perché durante il suo mandato la polizia segreta STB continuò a operare scagliandosi contro l'iniziativa di dissenso denominata Charta 77.
Nel 1987 si dimise dagli incarichi di partito lasciando il potere a Miloš Jakeš e Ladislav Adamec, leader più giovani che stavano emergendo in quegli anni. Nel 1989, con la caduta del Muro di Berlino ed il conseguente disfacimento dell'URSS, rinunciò anche alla presidenza della Cecoslovacchia. Espulso dal KSČ nel febbraio del 1990, venne successivamente ignorato dai vertici e morì l'anno seguente.